# Maintenant ou jamais (film)
Pour l’article homonyme, voir Maintenant ou jamais.
Pour plus de détails, voir Fiche technique et Distribution.
Maintenant ou jamais est un film français réalisé par Serge Frydman, sorti en 2014.

## Synopsis
Une mère de famille dont le mari se retrouve au chômage, doit revendre sa maison, et envisage de cambrioler une banque.

## Fiche technique
- Titre : Maintenant ou jamais
- Titre international : Now or Never
- Réalisation : Serge Frydman
- Scénario : Serge Frydman
- Photographie : Pierre-Hugues Galien
- Montage : Céline Kélépikis
- Musique : Laurent Perez Del Mar
- Supervision musicale : Edouard Dubois
- Directeur artistique : Pierre-François Limbosch
- Chef décorateur : Vincent Deleforge
- Décors : Anne-Charlotte Vimont
- Costumes : Virginie Montel
- Casting : Rachel Desmarest et Swan Pham
- Cascades : Daniel Vérité, Patrick Ronchin et Sébastien Lagniez
- Producteurs : Christophe Rossignon et Philip Boëffard
- Coproducteurs : Serge Hayat, Patrick Quinet et Arlette Zylberberg
- Sociétés de production : Nord-Ouest Productions, Mars Films, Canal+, Ciné+, Cinémage 8, Cofimage 23 et 25, Cofinova 10, Indéfilms 2 et Palatine Etoile 11
- Soutiens à la production : Procirep, Artémis Productions, dispositif Tax shelter, RTBF, Belgacom et le Centre du Cinéma et de l'Audiovisuel de la Fédération Wallonie-Bruxelles
- Sociétés de distribution : Mars Films, France Télévision Distribution, Agora Films ( Suisse) et Les Films de l'Elysée (Belgique)
- Banque : Neuflize-OBC
- Laboratoires : Technicolor
- Effets visuels : Compagnie Générale des Effets Visuels
- Matériel de tournage : Panavision
- Pays de production :  France |  Belgique
- Langue : français
- Budget :
- Box-office Europe[1] : 152 983 entrées
- Format : couleur - 2.35:1 - Cinemascope
- Genre : Film dramatique, film de casse
- Durée : 92 minutes (1 h 32)
- Dates de sortie : 
  - France  : 23 août 2014 : Festival du film francophone d'Angoulême
  - France  : 3 septembre 2014

## Distribution
- Leïla Bekhti : Juliette Lesage

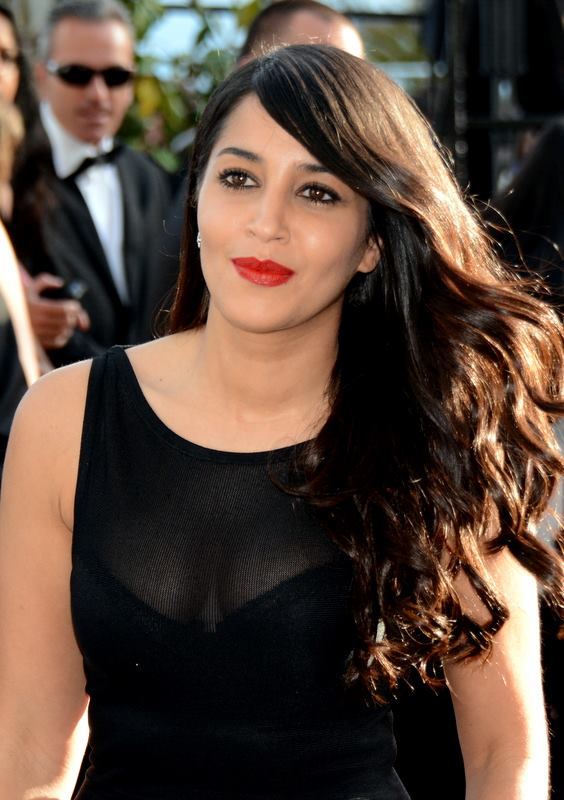
L'actrice principale Leïla Bekhti au Festival de Cannes 2014.

- Nicolas Duvauchelle : Manuel Benetti
- Arthur Dupont : Charles Lesage
- Léo Lorléac'h : Léo
- Orian Castano : Tom
- Bruno Abraham-Kremer : le banquier
- Vincent Ozanon : le commissaire
- Emmanuelle Moreau : l'hôtesse d'accueil de la banque
- Julie de Bona : la mère de Louise
- Jean-Luc Couchard : l'homme au champ de courses
- Thibaut Perrenoud : le banquier chargé des prêts
- Elizabeth Macocco : la directrice de l'école
- Nathalie Vignes : la guichetière du Crédit Municipal
- Stéphane Malassenet : le réceptionniste de l'hôtel
- Florine Delobel :
- Guillaume Verdier : l'intermédiaire au champ de courses
- Vincent Debost : l'agent immobilier
- Kim Barres :
- Aymeric Dapsence : le préposé du remplissage du distributeur
- Serge Onteniente : le caissier du Crédit Municipal
- Hugues Boucher :
- Hugues Martel : le juge
- William Gay
- Axelle Bossard : la caissière du magasin de meubles
- Hélèna Guihard : Louise
- Carla Mignano :
- Héléna Mogelan : la femme enceinte
- Christophe Rossignon : un employé de la banque

## Lieux de tournage[2]
- 1er arrondissement de Paris : Palais de Justice de Paris
- 10ème arrondissement de Paris : boulevard Saint-Martin
- 11ème arrondissement de Paris : Station de métro "Faidherbe-Chaligny" (ligne 8), rue du Faubourg Saint-Antoine,
- 15ème arrondissement de Paris : Boulevard de Grenelle, Rue du Docteur Finlay, Place Marcel Cerdan, Rue Daniel Stern, Station de métro Dupleix, Rue de Lourmel, Hôtel Eiffel Petit Louvre